# Raspailia colorans
Raspailia colorans är en svampdjursart som beskrevs av Gustavo Pulitzer-Finali 1993. Raspailia colorans ingår i släktet Raspailia och familjen Raspailiidae. Inga underarter finns listade i Catalogue of Life.